# Adrani
Adrani (Servisch: Адрани) is een plaats in de Servische gemeente Kraljevo. De plaats telt 2195 inwoners (2002).